# ريبيكا ستيفنز (موسيقية)
ريبيكا ستيفنز (بالإنجليزية: Rebecca Stephens)‏ هي موسيقية ومغنية بريطانية، ولدت في 30 يوليو 1982 في برايتون في المملكة المتحدة.

## وصلات خارجية
- ريبيكا ستيفنز على موقع ميوزك برينز (الإنجليزية)
- ريبيكا ستيفنز على موقع ديسكوغز (الإنجليزية)